# Firas Al-Khatib

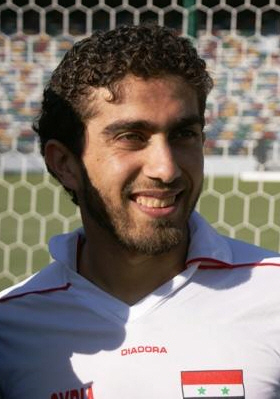
Firas Al-Khatib in 2010

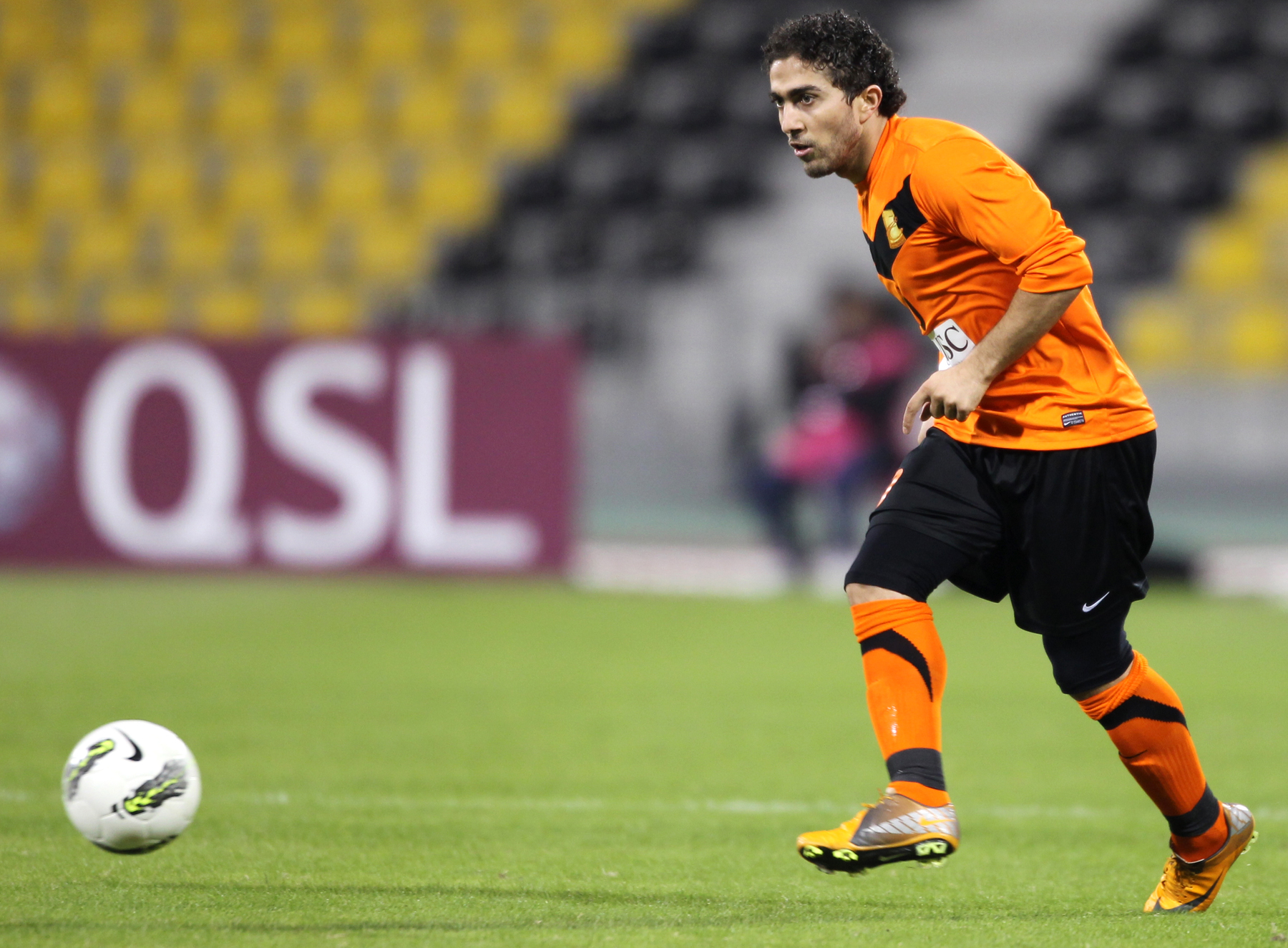
Al-Khatib in actie voor het Qatarese Umm-Salal SC

Firas Mohamad Al-Khatib (Homs, 9 juni 1983) is een Syrisch voetballer, die sinds 2014 onder contract staat bij Al-Arabi en daarmee speelt in de Koeweitse competitie. In 2001 maakte hij zijn debuut in het Syrisch voetbalelftal. Al-Khatib wordt beschouwd als een van de belangrijkste en beste voetballers in de voetbalgeschiedenis van zijn land.

## Clubcarrière
Al-Khatib begon zijn carrière in het professioneel voetbal in de Syrische competitie. Bij Al-Karamah, een van de grootste clubs van het land die zijn basis heeft in de geboortestad van Al-Khatib, maakte hij in 2000 zijn doorbraak op het hoogste nationale niveau. In oktober 2000 maakte hij zijn eerste doelpunt op het hoogste niveau: in een competitieduel tegen Al-Futowa, die eindigde in een 1–1 gelijkspel, maakte hij het eerste doelpunt. Voor Al-Karamah maakte hij in zijn tweede seizoen 21 doelpunten in 26 competitiewedstrijden; net als in het seizoen 2000/01 werd met Al-Karamah een hoge positie op de ranglijst bereikt. Na zeven jaar in Syrië gevoetbald te hebben, tekende Al-Khatib in 2002 een contract bij Al Nasar, een middenmoter uit Koeweit.

### Koeweit
Firas Al-Khatib speelde één seizoen bij Nasar in de Premier League, waarin hij dertienmaal trefzeker was. In 2003 vertrok hij naar de meest succesvolle club van het land – Al-Arabi – waar hij in zes jaar driemaal de Koeweitse voetbalbeker won en eenmaal de Supercup. In de competitie werd als beste resultaat in 2004 de tweede plaats behaald – het niet slagen in het behalen van de landstitel zou uiteindelijk een factor zijn voor Al-Khatib om te besluiten de club te verlaten. Op 8 mei 2005 was hij een beslissende factor in de bekerfinale: diep in de verlenging van de wedstrijd tegen Kazma SC maakte de gelijkmaker, nadat in de 107e minuut Fahad Al-Hamad Kazma op voorsprong had geschoten. Na strafschoppen werd gewonnen. Ook in het bekertoernooi van 2008 was Al-Khatib in de finale beslissend. In het competitieseizoen 2004/05 maakte hij voor Al-Arabi dertien doelpunten, waardoor hij de nationale topscorer werd. Van januari tot juni 2005 werd Al-Khatib door Al-Arabi uitgeleend aan het Qatarese Al-Ahli SC, maar hij speelde in die periode slechts één wedstrijd in de Qatari League. Ondanks zijn geringe speeltijd keek Al-Khatib positief terug op zijn periode in Qatar, omdat hij bij Al-Ahli de kans kreeg om met onder meer Josep Guardiola samen te spelen. In zijn zes seizoenen bij Al-Arabi maakte Firas Al-Khatib uiteindelijk 134 doelpunten.
In augustus 2009 tekende Al-Khatib, zijnde transfervrij, een contract voor twee jaar bij Qadsia SC. De transfer was controversieel en werd bekritiseerd door de supporters van Al-Arabi; Al-Khatib verkondigde echter dat een professioneel voetballer geen ruimte heeft voor sentiment en andere factoren, waaronder sportieve en financiële voordelen, voor hem zwaarder wogen. Aan het begin van zijn eerste seizoen bij Qadsia werd hij door de Aziatische voetbalconfederatie genomineerd voor de titel Aziatisch voetballer van het jaar; uiteindelijk bleek de Japanner Yasuhito Endō echter de winnaar van de prijs. Het seizoen 2010/11 werd een succesvolle jaargang voor Al-Khatib. Met veertien doelpunten leidde hij zijn club naar de veertiende landstitel – en streek hij wederom de persoonlijke eer van topscorer op. In het voorafgegane seizoen was naast de competitie ook het bekertoernooi gewonnen, maar in 2011 werd niet eenzelfde succes geboekt. Wel was Qadsia SC succesvol op het internationale podium: in de groepsfase van de AFC Cup bleef het ongeslagen. In de uiteindelijke finale werd verloren van het Syrische Al-Ittihad uit Aleppo, nadat in de strafschoppenreeks Al-Khatib een strafschop niet wist te benutten. Hij bagatelliseerde deze blunder echter door te beweren dat dergelijke fouten ook op een veel groter podium gemaakt kunnen worden, zoals in een finale van het wereldkampioenschap. Al-Khatib stond van juni 2011 tot februari 2012 onder contract bij Umm-Salal SC, zijn tweede club in Qatar. Aldaar kwam hij tot acht competitieduels, waarin hij eenmaal trefzeker was.

### Engeland
Op verzoek van de coach van het Engelse Nottingham Forest FC vloog Al-Khatib in de zomer van 2012 naar Nottinghamshire. Een dag voordat deze afspraak tot een proefperiode kenbaar werd gemaakt, had een Koeweitse familie de club opgekocht. De staf had op basis van beeldmateriaal uit de Koeweitse competitie besloten Al-Khatib uit te nodigen voor enkele proefwedstrijden. De proefwedstrijden resulteerden niet in een contract en hij keerde voor het seizoen 2012/13 terug naar Qadsia.

### Irak en China
Al-Khatib maakte in september 2012 een overstap naar het Iraakse Zakho FC uit Zakho. Hij had echter reeds interesse in een transfer naar Oost-Azië, en het zou niet lang duren voordat die daadwerkelijk beklonken werd: vijf maanden na zijn komst in Irak tekende Al-Khatib in februari 2013 een contract bij Shanghai Greenland, dat uitkwam in de Chinese competitie. In vijf wedstrijden maakte hij drie doelpunten, waaronder twee in de wedstrijd tegen de koploper van dat moment, Shandong Luneng Taishan, dat daarmee zijn eerste duel van het seizoen verloor. Voor de club uit Sjanghai speelde Al-Khatib uiteindelijk 41 competitiewedstrijden.

### Terug in Koeweit
Na gespeeld te hebben in de Iraakse en Chinese competities, trok Firas Al-Khatib in de zomer van 2014 transfervrij terug naar Koeweit. Hij sloeg een aanbod van Kuwait SC af en tekende een contract voor twee jaar bij Al-Arabi; ook gaf hij aan na die twee jaar te zullen stoppen als professioneel voetballer. In september 2014 verloor Al-Arabi de derby met Al-Salmiya SC met 3–2; Al-Khatib maakte de twee doelpunten van de kant van Al-Arabi. Na elf gespeelde wedstrijden in het seizoen 2014/15 stond de club bovenaan de klassering van de Koeweitse competitie en was Firas Al-Khatib de topscorer, met elf doelpunten. Al-Arabi verloor het seizoen uiteindelijk op basis van het doelsaldo van Kuwait SC (beide 66 punten). Al-Khatib eindigde op de tweede plaats in het topscorersklassement met zestien doelpunten, achter de Oost-Timorese voetballer Patrick Fabiano.

## Interlandcarrière
Firas Al-Khatib heeft zijn vaderland Syrië vanaf 1999 op regelmatige basis vertegenwoordigd. Tussen 1999 en 2001 maakte hij in het nationaal elftal onder 17 zeventien doelpunten in 23 interlands; tussen 2001 en 2003 kwam hij uit in het elftal onder 20 en maakte hij in 33 interlands 39 doelpunten. Met het Syrisch elftal onder 23 nam Al-Khatib onder meer deel aan de (onsuccesvolle) kwalificatiecampagne voor de Olympische Zomerspelen 2004. In 2001 maakte hij zijn debuut in het Syrisch voetbalelftal. Op 4 mei speelde hij met Syrië een met 1–5 gewonnen kwalificatiewedstrijd voor het wereldkampioenschap voetbal 2002 tegen de Filipijnen. In de interland op 11 mei tegen Laos (9–0 overwinning) maakte hij zijn eerste interlanddoelpunt. In de daaropvolgende jaren volgden er nog vijfentwintig, waaronder een hattrick op 18 oktober 2003 in een kwalificatieduel voor het Aziatisch kampioenschap voetbal 2004 tegen Sri Lanka. Al-Khatib werd na 2011 niet meer opgeroepen voor het Syrisch elftal. Hij besloot in 2012 zich te distantiëren van het nationaal elftal, om zo zijn solidariteit te tonen aan die Syriërs, die vrijheid zoeken in zijn politiek instabiele vaderland.
| 1  | 11 mei 2001      | Syrië – Laos                         | 9 – 0 | Kwalificatie WK 2002    |
| 2  | 9 februari 2002  | Bahrein – Syrië                      | 2 – 3 | Vriendschappelijk       |
| 3  | 9 februari 2002  | Bahrein – Syrië                      | 2 – 3 | Vriendschappelijk       |
| 4  | 17 december 2002 | Syrië – Jemen                        | 4 – 0 | Arab Cup                |
| 5  | 17 december 2002 | Syrië – Jemen                        | 4 – 0 | Arab Cup                |
| 6  | 21 december 2002 | Syrië – Libanon                      | 4 – 1 | Arab Cup                |
| 7  | 15 oktober 2003  | Syrië – Sri Lanka                    | 5 – 0 | Kwalificatie AK 2004    |
| 8  | 18 oktober 2003  | Syrië – Sri Lanka                    | 8 – 0 | Kwalificatie AK 2004    |
| 9  | 18 oktober 2003  | Syrië – Sri Lanka                    | 8 – 0 | Kwalificatie AK 2004    |
| 10 | 18 oktober 2003  | Syrië – Sri Lanka                    | 8 – 0 | Kwalificatie AK 2004    |
| 11 | 7 november 2003  | Syrië – Verenigde Arabische Emiraten | 1 – 3 | Kwalificatie AK 2004    |
| 12 | 26 maart 2004    | Syrië – Palestina                    | 1 – 1 | Vriendschappelijk       |
| 13 | 4 februari 2006  | Syrië – Palestina                    | 3 – 0 | Vriendschappelijk       |
| 14 | 22 februari 2006 | Syrië – Zuid-Korea                   | 1 – 2 | Kwalificatie AK 2007    |
| 15 | 1 maart 2006     | Chinees Taipei – Syrië               | 0 – 4 | Kwalificatie AK 2007    |
| 16 | 15 november 2006 | Syrië – Chinees Taipei               | 3 – 0 | Kwalificatie AK 2007    |
| 17 | 15 november 2006 | Syrië – Chinees Taipei               | 3 – 0 | Kwalificatie AK 2007    |
| 18 | 8 juni 2008      | Koeweit – Syrië                      | 2 – 4 | Kwalificatie AK 2011    |
| 19 | 8 juni 2008      | Koeweit – Syrië                      | 2 – 4 | Kwalificatie AK 2011    |
| 20 | 14 januari 2009  | Syrië – China                        | 3 – 2 | Kwalificatie AK 2011    |
| 21 | 18 januari 2009  | Turkmenistan – Syrië                 | 1 – 5 | Vriendschappelijk       |
| 22 | 18 januari 2009  | Turkmenistan – Syrië                 | 1 – 5 | Vriendschappelijk       |
| 23 | 23 januari 2009  | Syrië – Koeweit                      | 3 – 2 | Vriendschappelijk       |
| 24 | 28 januari 2009  | Libanon – Syrië                      | 0 – 2 | Kwalificatie AK 2011    |
| 25 | 27 juni 2009     | Syrië – Haïti                        | 1 – 2 | Vriendschappelijk       |
| 26 | 13 januari 2011  | Syrië – Japan                        | 1 – 2 | Aziatisch kampioenschap |

## Erelijst
Al-Arabi
- Koeweitse voetbalbeker

2005, 2006, 2008
 Qadsia SC
- Premier League

2009/10, 2010/11, 2011/12
- Koeweitse voetbalbeker

2010